# Contea di Darlington
La contea di Darlington (in inglese Darlington County) è una contea dello Stato della Carolina del Sud, negli Stati Uniti. La popolazione al censimento del 2000 era di 67 394 abitanti. Il capoluogo di contea è Darlington.
Ad essa è ispirata la canzone Darlington County di Bruce Springsteen, contenuta nell'album Born in the U.S.A..

## Geografia
La contea si trova nel nord-est dello Stato. Il territorio è prevalentemente collinare. A nord-est il confine è il fiume Great Pee Dee, mentre a sud-ovest il Lynches.

### Contee confinanti
- Contea di Chesterfield - nord
- Contea di Marlboro - nord-est
- Contea di Florence - sud-est
- Contea di Lee - sud-ovest
- Contea di Kershaw - ovest

## Storia
La contea fu istituita nel 1785 e fu chiamata come la cittadina inglese di Darlington.

## Comuni

### Cities
- Darlington (capoluogo)
- Hartsville

### Towns
- Lamar
- Society Hill

### Census-designated places
- Dovesville
- Lydia
- North Hartsville
- Pine Ridge